# Joseph A. Fowler
Joseph A. Fowler (* 14. November 1845 in Montreal; † 4. Januar 1917 in Montreal) war ein kanadischer Organist, Pianist, Chorleiter, Komponist und Musikpädagoge.

## Leben
Der Sohn eines irischen Einwanderers und einer Frankokanadierin war Klavierschüler von Paul Letondal. Im Alter von 16 Jahren begann er, am Collège Sainte-Marie de Montréal zu unterrichten. 1868 wechselte er an den Couvent du Sacré-Coeur in Sault-au-Récollet, wo er seine Lehrtätigkeit bis 1890 fortsetzte. Zu seinen Schülern zählten Alexis Contant und Arthur Pépin. In der Basilika Saint-Patrick de Montréal wirkte er ab 1868 vierzig Jahre lang als Organist und Chorleiter.
Daneben war Fowler als Pianist und Klavierbegleiter aktiv. Bei einem von Adélard Joseph Boucher organisierte Konzert zum 100. Geburtstag Beethovens 1870 spielte er dessen Variationen über God Save the King. Selbst organisierte er in Montreal u. a. ein Konzert mit dem irischen Sänger William Ludwig. Neben einer Mass of the Blessed Virgin Mary (1893) und einer Mass of the Sacred Heart (1898) für Chor und Orchester komponierte Fowler Lieder mit Klavierbegleitung, darunter drei Vertonungen des Ave Maria und einige Klavierstücke.